# Heimdall 2
Pour les articles homonymes, voir Heimdall (homonymie).
Heimdall 2 est un jeu vidéo de rôle développé par The 8th Day et édité par Core Design en 1994 sur Amiga, Amiga 1200, CD32 et DOS.